# Teke-Laali
Teke-Laali (auch Ilaali) ist eine Bantusprache und wird von circa 2100 Menschen in der Republik Kongo gesprochen. Sie ist im Departement Lékoumou südlich von Komono verbreitet. 

## Klassifikation
Teke-Laali bildet mit den Sprachen Ngungwel, Tchitchege, Teke, Teke-Eboo, Teke-Fuumu, Teke-Kukuya, Teke-Nzikou, Teke-Tege, Teke-Tsaayi, Teke-Tyee und Yaka die Teke-Gruppe. Nach der Einteilung von Malcolm Guthrie gehört Teke-Laali zur Guthrie-Zone B70. 
81 % des Wortschatzes weisen Gemeinsamkeiten mit dem Wortschatz von Teke-Tsaayi auf, und 78 % mit dem von Teke-Tyee.